# Küsten
Küsten is een gemeente in de Duitse deelstaat Nedersaksen. De gemeente maakt deel uit van de Samtgemeinde Lüchow (Wendland) in het Landkreis Lüchow-Dannenberg. Küsten telt 1.329 inwoners.

## Bezienswaardigheden
Het dorpje Lübeln in deze gemeente, waarvan de naam samenhangt met ljub, in veel Slavische talen het woord voor lief, is een voorbeeld van een oud Rundlingsdorf. Een klein hieraan gewijd openluchtmuseum behandelt de historische achtergrond hiervan. Zie ook: Oostkolonisatie.

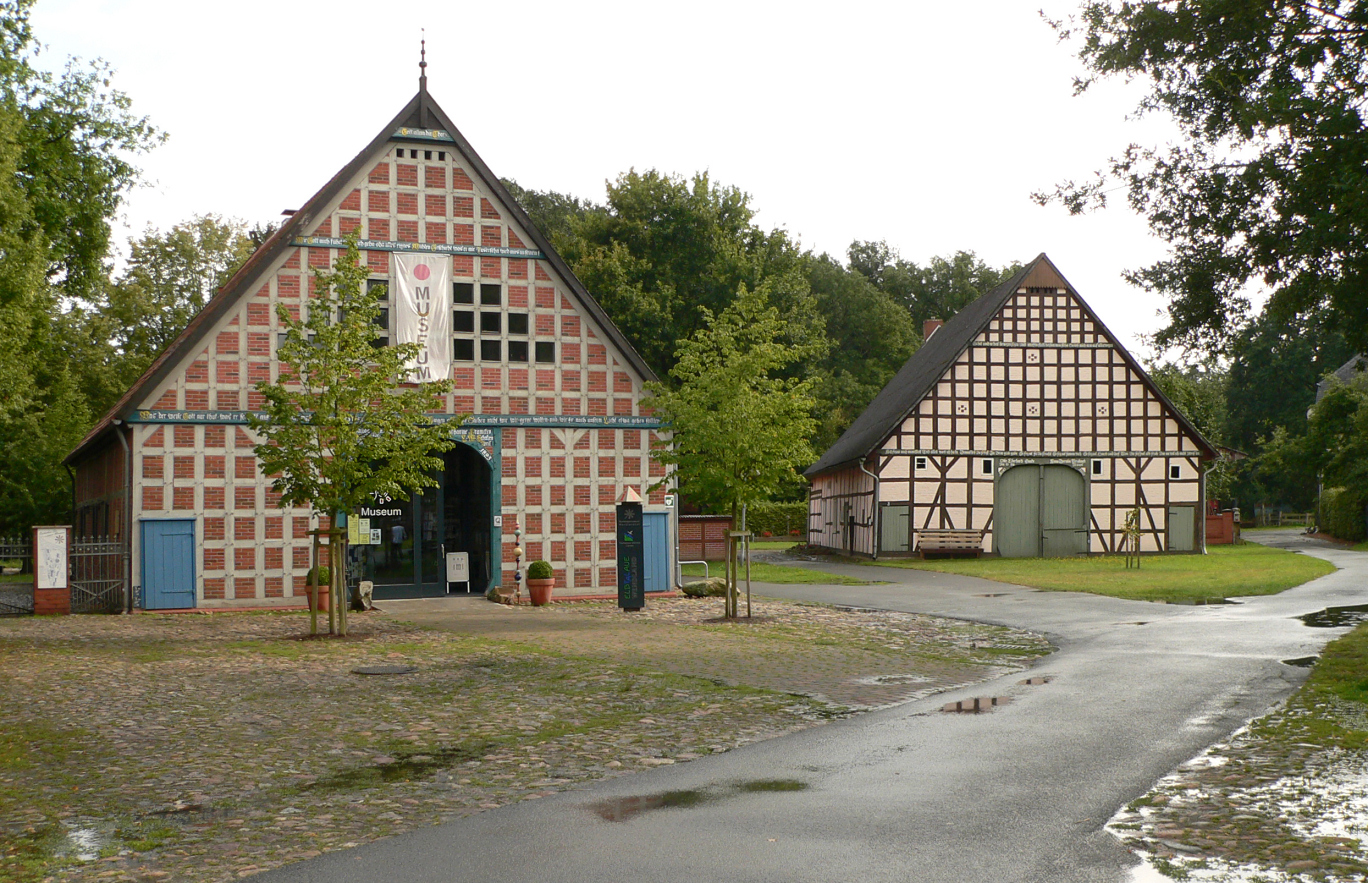
Rundlingsmuseum Wendlandhof, Lübeln, gem. Küsten

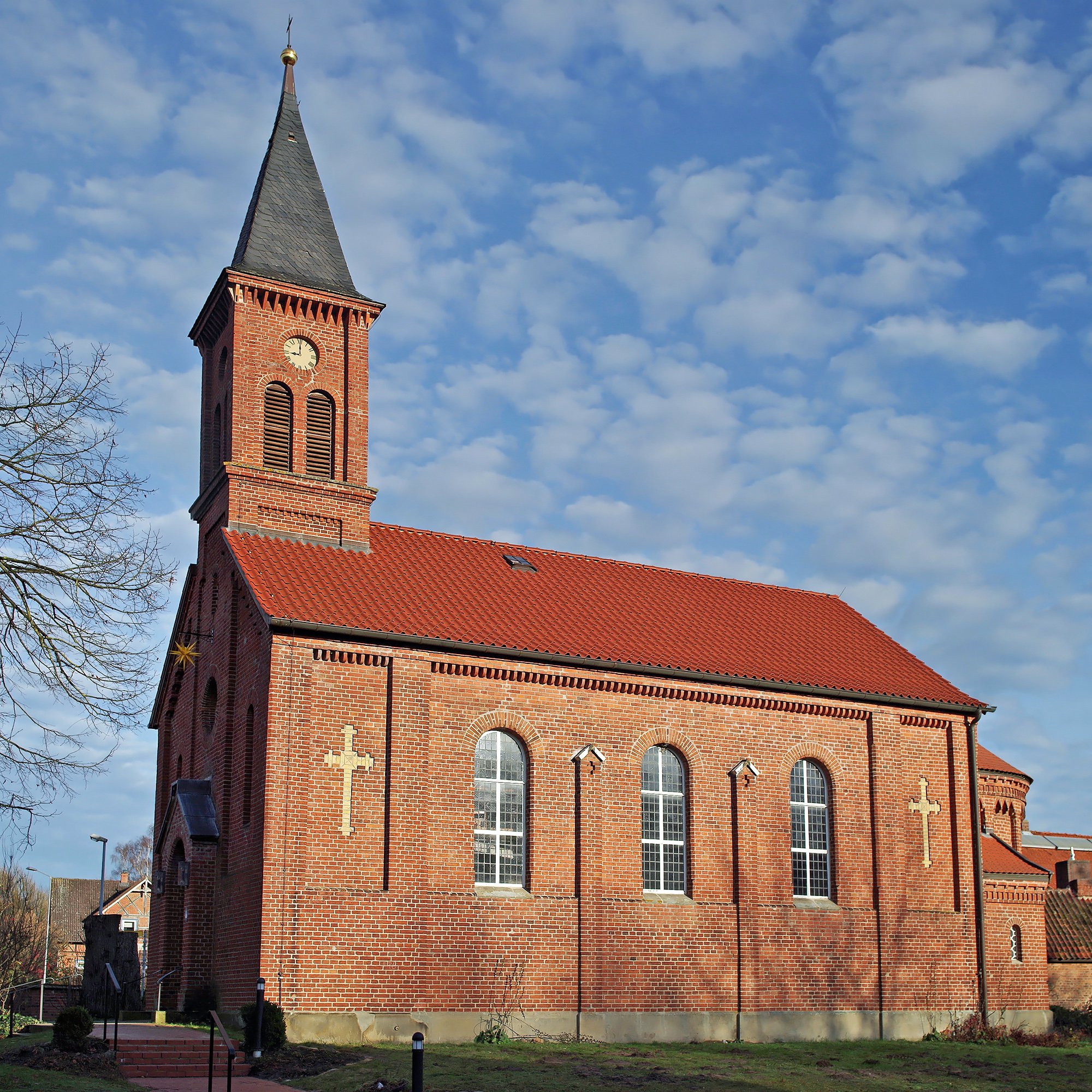
Kerk van Küsten

- Gemeinsame Normdatei: 4632556-6
- Virtual International Authority File: 241218641

Bergen an der Dumme · 
Clenze · 
Damnatz · 
Dannenberg · 
Gartow · 
Göhrde · 
Gorleben · 
Gusborn · 
Hitzacker · 
Höhbeck · 
Jameln · 
Karwitz · 
Küsten · 
Langendorf · 
Lemgow · 
Lübbow · 
Lüchow · 
Luckau · 
Neu Darchau · 
Prezelle · 
Schnackenburg · 
Schnega · 
Trebel · 
Waddeweitz · 
Woltersdorf · 
Wustrow · 
Zernien